# Avro 533 Manchester
L'Avro 533 Manchester est un multiplace de combat britannique de la Première Guerre mondiale. 

## Origine
Évolution logique des Avro 523 Pike et  529, l’Avro 529B devait assurer des missions de bombardement ou d’escorte de bombardiers (configuration triplace), ou de reconnaissance à longue distance (biplace). Il s’agissait donc d’un classique biplan à structure en bois entoilée reposant sur un train classique fixe à large voie. Les postes d’équipage étaient ouverts, mais le fuselage relativement profond permettait d’envisager d’y installer une cabine fermée pour des passagers dans une version civile à produire après la guerre.  Imposés par le War Office, les moteurs en étoile ABC Dragonfly précédaient de volumineux carénages posés sur le plan inférieur. Trois prototypes furent mis en chantier à Hamble, mais en juillet 1918 furent introduites un certain nombre de modifications qui justifièrent un changement de désignation. 

## Trois prototypes, trois versions

### Avro 533A Manchester II
Le moteur Dragonfly n’étant pas disponible, premier prototype [F.3492] fut achevé en octobre 1918 avec des moteurs en ligne Siddeley Puma de 300 ch. Il effectua son premier vol début décembre 1918 et dès le 20 du même mois il était remis au No 186 Development Squadron de Gosport pour essais préliminaires. Transféré à l’A&AEE de Martlesham Heath en mars 1919, il fut renvoyé à Hamble en septembre pour y recevoir des moteurs Napier Lion. Cette remotorisation fut finalement abandonnée, comme le programme.

### Avro 533 Manchester I
Le second prototype [F.3493] fut équipé de ses A.B.C. Dragonfly I en décembre 1919. Profitant des essais déjà effectués, il voyait la surface du plan inférieur légèrement réduite et l’empenage vertical s’élargir. 

### Avro 533A Manchester III
Le troisième prototype [F.3494] aurait dû recevoir des moteurs Liberty 12 de 400 ch. Il ne fut jamais achevé.
La fin de la guerre entraînant l’abandon des commandes de bombardiers, et les performances se révélant nettement inférieures à celles souhaites, les prototypes furent démantelés courant 1920.  

## Un projet civil, l'Avro 537
Version commerciale pour 10 passagers proposée en mars 1919 avec deux moteurs Siddeley Puma de 400 ch. 